# Erich Hess (Politiker)

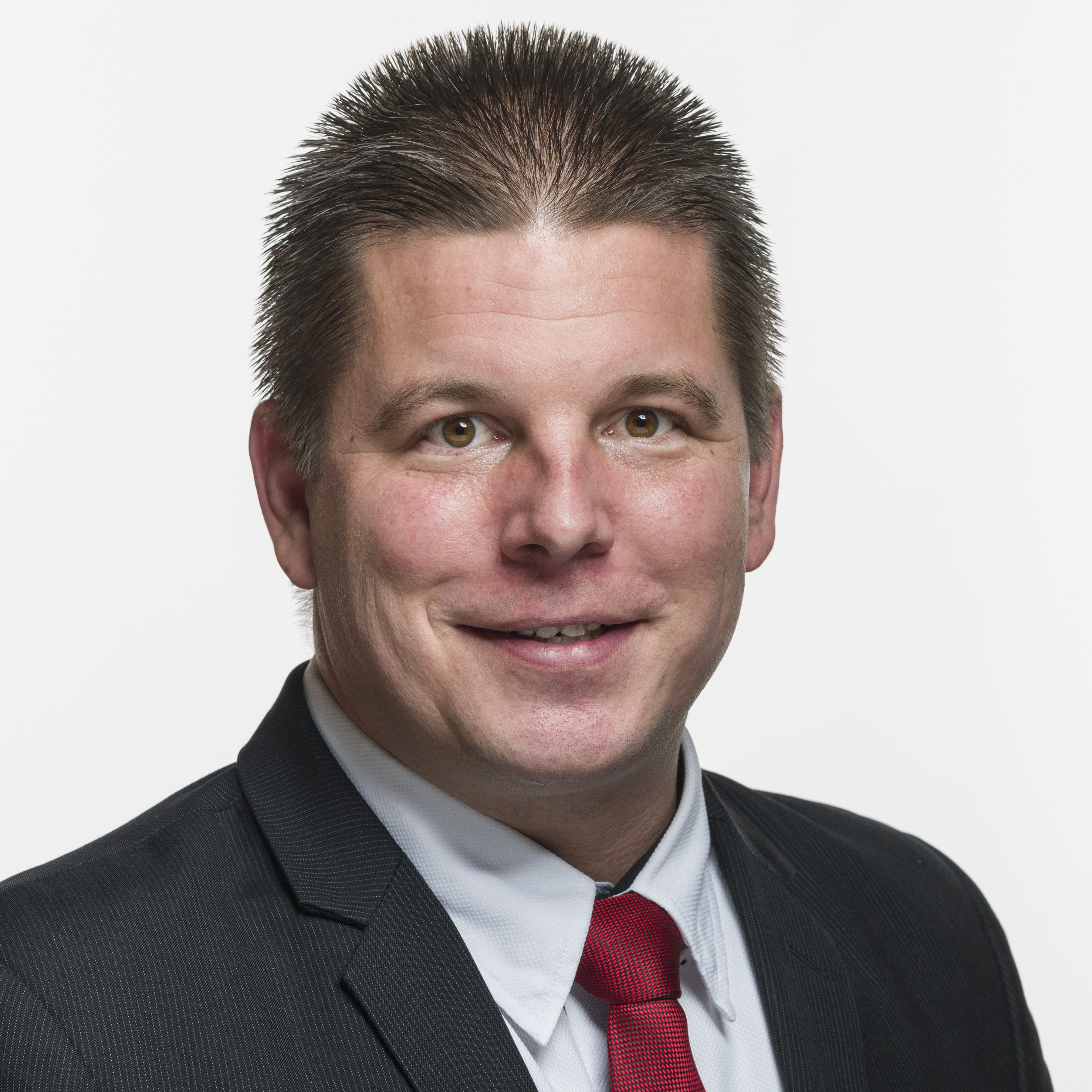
Erich Hess, 2019

Erich Johann Hess (* 25. März 1981 in Dürrenroth; heimatberechtigt ebenda) ist ein Schweizer Politiker (SVP).

## Politisches
Von 2005 bis 2010 und von 2013 bis Anfang 2024 sass Erich Hess im Berner Stadtrat.
Hess war ab dem 9. Februar 2008 Präsident der Jungen SVP Schweiz, vorher war er Kassier. Neben dem Präsidium belegt Hess weitere Mandate in der Schweizerischen Volkspartei, so ist er Mitglied des Vorstands der SVP des Kantons Bern sowie des Zentralvorstands der SVP Schweiz. Er präsidierte ab 2005 die Junge SVP Kanton Bern.
Unter seiner Führung brachte die Junge SVP 2008 zusammen mit den Schweizer Demokraten und gegen den Willen der Mutterpartei das Referendum gegen die Fortführung der Personenfreizügigkeit mit der EU zustande. 2009 brachte er zudem die städtische Initiative «Schliessung und Verkauf der Reitschule» in Bern zustande, diese Volksinitiative wurde von der Stimmbevölkerung der Stadt Bern am 26. September 2010 mit 68,4 Prozent Nein-Stimmen deutlich abgelehnt.
Die Junge SVP schlug ihn als möglichen Nachfolgekandidaten bei der Bundesratswahl 2008 für den abtretenden Bundesrat Samuel Schmid vor. Von 2010 bis 2016 und von 2018 bis 2020 war er Grossrat des Kantons Bern. 2011 trat Hess erfolglos als Kandidat für die SVP an den Nationalratswahlen 2011 an, bei den Wahlen 2015 wurde er hingegen in den Nationalrat gewählt. Bei den Wahlen 2019 und 2023 wurde er jeweils in seinem Amt bestätigt.
Anfang 2014 gab Hess seinen Rücktritt als Präsident der Jungen SVP bekannt; Anian Liebrand wurde im Rahmen der Delegiertenversammlung vom 25. Januar 2014 als sein Nachfolger gewählt.

## Positionen
Sein politisches Handeln ist vor allem geprägt von dem Kampf gegen einen EU-Beitritt der Schweiz, dem Kampf gegen Ausländer und eine sogenannte «Überfremdung» der Schweiz, gegen eine fortschreitende Bürokratisierung sowie für niedrigere Steuern. In der Lokalpolitik ist sein Engagement gegen das Kulturzentrum Reitschule prägend. Neben seinem politischen Mandat ist er in verschiedenen Organisationen Mitglied. Hierzu gehören bzw. gehörten z. B. die Aktion für eine unabhängige und neutrale Schweiz (AUNS), Pro Libertate und der Samariterfahrdienst Bern-Biel-Thun.

## Privatleben
Hess ist in Lauperswil im Emmental aufgewachsen. Er ist Lastwagenführer, Mitglied bei Les Routiers Suisses und Unternehmer. In der Schweizer Armee bekleidete er den Rang eines Wachtmeisters.